# Asigliano Vercellese
Asigliano Vercellese – miejscowość i gmina we Włoszech, w regionie Piemont, w prowincji Vercelli.
Według danych na rok 2004 gminę zamieszkiwało 1417 osób, 54,5 os./km².